# Igapóamazon
Igapóamazon (Amazona kawalli) är en fågel i familjen västpapegojor inom ordningen papegojfåglar.

## Utseende
Igapóamazon är en medelstor (35–36 cm) grön papegoja. Fjäderdräkten är mestadels grön, med en smal vitt strimma vid näbbroten, en smal vit ögonring och lite blått och rött på de yttre vingpennorna.

## Utbredning och systematik
Fågeln förekommer i Amazonområdet i Brasilien. Den behandlas som monotypisk, det vill säga att den inte delas in i några underarter.

## Status och hot
Arten har ett stort utbredningsområde, men tros minska i antal, dock inte tillräckligt kraftigt för att den ska betraktas som hotad. Internationella naturvårdsunionen IUCN listar arten som livskraftig (LC).

## Namn
Fågelns vetenskapliga artnamn hedrar Nelson Machado Kawall (1928-2006), brasiliansk avikulturalist. Tidigare kallades den kawallamazon även på svenska, men tilldelades 2024 ett mer informativt namn av BirdLife Sveriges taxonomikommitté.
Släktesnamnet Amazona, och därmed det svenska gruppnamnet, kommer av att Georges-Louis Leclerc de Buffon kallade olika sorters papegojor från tropiska Amerika Amazone, helt enkelt för att de kom från området kring Amazonfloden. Ursprunget till flodens namn i sin tur är omtvistat. Den mest etablerade förklaringen kommer från när kvinnliga krigare attackerade en expedition på 1500-talet i området ledd av Francisco de Orellana. Han associerade då till amasoner, i grekisk mytologi en stam av iranska kvinnokrigare i Sarmatien i Skytien. Andra menar dock att namnet kommer från ett lokalt ord, amassona, som betyder "förstörare av båtar".